# Hesperus
Hesperus (от др.-греч. Ἓσπερος — Венера) — род стафилинид из подсемейства Staphylininae.

## Описание
Отросток среднегруди широкий, закруглённый. Средние тазики широко раздвинуты. Последний сегмент челюстных щупиков в два раза длиннее последнего.

## Классификация
К роду относятся:
- Hesperus luzonicus Bernhauer, 1926
- Hesperus rufipennis (Gravenhorst, 1802)